# Okręg wyborczy Holborn and St Pancras
Okręg wyborczy Holborn and St Pancras powstał w 1983 i wysyła do brytyjskiej Izby Gmin jednego deputowanego. Obejmuje południową część London Borough of Camden.

## Deputowani do brytyjskiej Izby Gmin z okręgu Holborn and St Pancras
| Wybory | Deputowany   | Partia       |
| ------ | ------------ | ------------ |
| 1983   | Frank Dobson | Partia Pracy |
| 2015   | Keir Starmer | Partia Pracy |